# Myra Cree
Myra Cree, née en 1936 à Oka-Kanesatake et décédée dans la même ville le 13 octobre 2005, est une animatrice de télévision, une créatrice radiophonique et une auteure québécoise d'origine mohawk, fille et petite-fille de grand-chef.
En 1975, elle devient la première femme et la première autochtone à occuper le poste de cheffe d'antenne au Téléjournal de Radio-Canada. Cree et reconnue pour sa voix, la qualité de sa langue, mais aussi son sens de l'engagement. En 1990, en pleine crise d'Oka, elle crée le Mouvement pour la paix et la justice à Oka-Kanesatake. Elle est nommée chevalière de l'Ordre national du Québec en 1995.

## Biographie

### Enfance et formation
Myra Cree naît en 1937 dans la réserve autochtone d'Oka-Kanesatake. Son père est le grand chef Ernest Cree et sa mère est Georgiana Johnson. Elle est issue d'une lignée de grands-chefs mohawks, son grand-père étant Timothy Ahiron. Myra Cree grandit dans un foyer trilingue, maniant l'anglais, le français ainsi que quelques rudiments de mohawk. Assez tôt, elle développe un profond attachement à la langue française, qu'elle perfectionne au cours de son parcours scolaire.

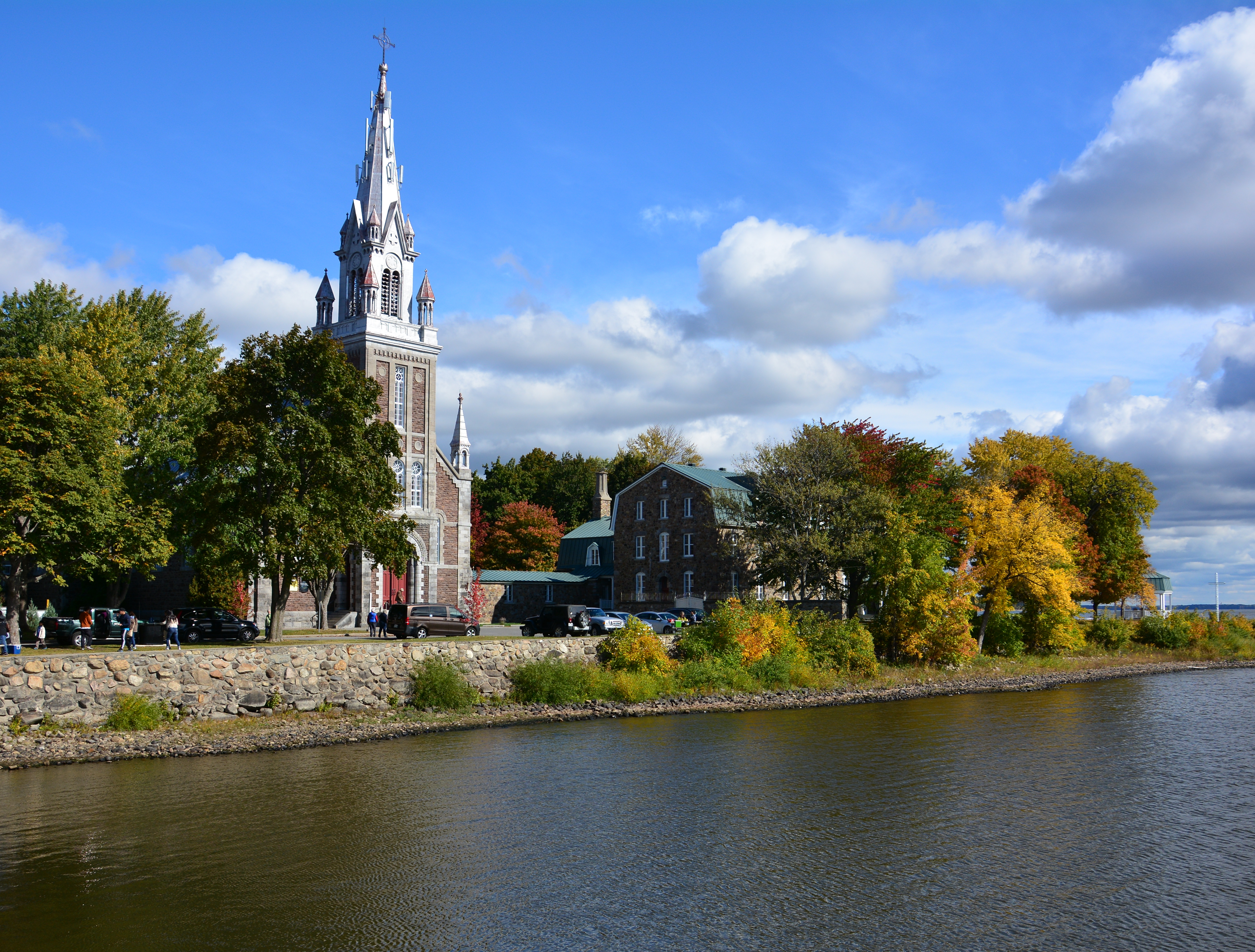
Église de l'Annonciation d'Oka vue depuis la jetée.

### Carrière
En 1960, après deux ans d'enseignement dans une école, Myra Cree décide de se tourner vers le monde des communications. Elle part alors pour Jonquière afin de travailler à la radio CKRS. Au début de sa carrière, elle utilise le pseudonyme Myra Morgan. En juin 1960, elle participe à une semaine intensive de cours de perfectionnement comme responsable d'action sociale, au Village Huron, près de Loretteville. Aux côtés d'une trentaine de délégués issus de sept réserves autochtones du Québec, elle y représente la communauté mohawk d'Oka. Après ses débuts à la radio, elle rejoint la télévision de Sherbrooke (CHLT-TV).
Myra Cree épouse Jacques Bernier, un avocat, en 1963. Le couple aura quatre enfants en quatre ans. En 1969, Myra et Jacques sont victimes d'un grave accident de voiture. Ce dernier y perd la vie. Bouleversée par ce drame, Myra Cree interrompt sa carrière durant deux ans. Après avoir refait sa vie avec Solange Gagnon, une journaliste scientifique, elle intègre les rangs de Radio-Canada.
D'abord animatrice à la radio à partir de 1973, elle passe bientôt à la télévision et devient, en 1975, la première femme à occuper le poste de chef d'antenne au Téléjournal de Radio-Canada. Par la suite, elle se fait connaître pour ses émissions à caractère social. Entre 1977 et 1984, elle anime à Radio-Canada le magazine d'information religieuse Second Regard. En 1981, elle reçoit le prestigieux Prix Judith-Jasmin pour son émission Choisir l'espérance. En 1985, elle fait un retour à la radio de Radio-Canada et, en 1987, elle crée sur la chaîne culturelle de la radio FM de Radio-Canada, l'émission de nuit L'Embarquement pour si tard. On la retrouve ensuite sur les ondes du programme Cree et chuchotement jusqu'en 2002.

### Implication et militantisme

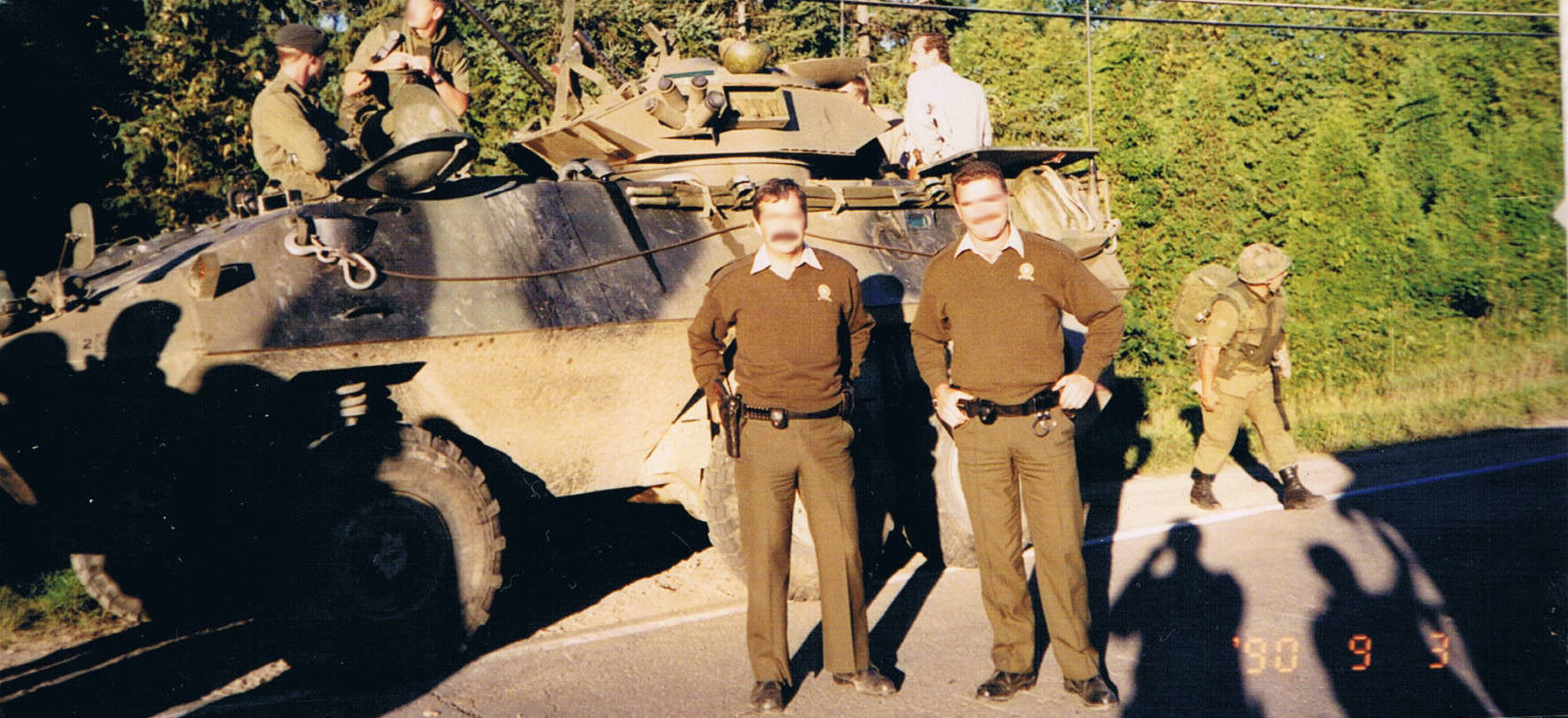
Des soldats des forces canadiennes et deux policiers de la Sureté du Québec lors de la crise d'Oka. À l'arrière, un AVGP Cougar (Armoured Vehicle General Purpose).

Myra Cree a toujours été très active au cœur des enjeux qui concernent les siens, à Kanesatake. C'est toutefois la crise d'Oka, en 1990, qui galvanise définitivement son engagement. Au lendemain du début de la crise, elle fonde le Mouvement pour la paix et la justice à Oka/Kanesatake, une association visant à favoriser le dialogue entre les Mohawks et les allochtones d’Oka. Myra Cree est bouleversée par ce qu’elle qualifie de « douloureux été ». Dans la revue Relations, elle publie un texte dans lequel elle critique les politiques gouvernementales à l’égard des autochtones, le traitement médiatique de la crise ainsi que les stéréotypes véhiculés à l’encontre des Mohawks. Dans un poème, « Mon pays rêvé ou la PAX KANATA », la journaliste autochtone peint le portrait d’un futur plus harmonieux.
L'année suivante, en 1991, elle participe à la rédaction du livre Les langues autochtones du Québec, publié par le Conseil de la langue française du Québec. Myra Cree est aussi liée au Festival Présence autochtone de Montréal et membre du Conseil d'administration de Terres en vues, un organisme voué à la diffusion de la culture autochtone. Elle signe d'ailleurs des textes dans la revue de cette association. De plus, elle anime le Festival du film et de la vidéo autochtones depuis ses débuts en 1988 et occupe le poste de co-présidente de la campagne du 25e anniversaire de la revue Recherches amérindiennes au Québec. Outre la cause autochtone, Myra Cree participe aussi aux luttes féministes. C'est dans cette perspective qu'elle rejoint la Fédération des femmes du Québec en 1991 afin de militer pour l'équité salariale,.

### Mort
Atteinte d'un cancer, Myra Cree meurt le 13 octobre 2005, à Oka-Kanesatake. Elle avait 68 ans.

## Chronologie
- 1937 - Naissance à Kanesatake.
- 1958 - Elle enseigne pendant deux ans avant de se tourner vers le journalisme.
- 1960 - Débuts à la radio CKRS-Jonquière puis à la télévision de Sherbrooke (CHLT-TV). Elle utilise le pseudonyme Myra Morgan.
- 1963 - Elle épouse Jacques Bernier, un avocat. Ils auront quatre enfants en quatre ans.
- 1969 - Le couple est victime d'un grave accident de voiture. Jacques Bernier y perd la vie.
- 1973 - Débuts à Radio-Canada en tant qu'animatrice à la radio.
- 1974 - Débuts à la télévision de Radio-Canada.
- 1975 - Elle devient la première femme et la première autochtone cheffe d'antenne.
- 1978 - Elle anime le magazine d'information religieuse Second Regard jusqu'en 1982.
- 1981 - Elle reçoit le prix Judith-Jasmin pour l'émission spéciale Choisir l'espérance.
- 1985 - Elle se réoriente définitivement vers la radio et animent diverses émissions à succès (De toutes les couleurs, L'embarquement pour si tard, Cree et chuchotements).
- 1990 - Elle s'engage durant la crise d'Oka et fonde le Mouvement pour la paix et la justice à Oka-Kanesatake.
- 1991 - Elle collabore à la rédaction de l'ouvrage Les langues autochtones du Québec, publié par le Conseil de la langue française du Québec.
- 1995 - Elle devient chevalière de l'Ordre national du Québec.
- 1996 - Elle adhère à la Fédération des femmes du Québec afin de lutter pour l'équité salariale.
- 2002 - Retraite de Radio-Canada.
- 2005 - Atteinte d'un cancer, elle meurt à Oka le 13 octobre à l'âge de 68 ans.

## Hommages et distinctions
- 1981 - Prix Judith-Jasmin pour l'émission spéciale Choisir l'espérance.
- 1995 - Chevalier de l'Ordre national du Québec.
- 2004 - Prix Paul-Gilson pour l'émission spéciale Il était une foi. Le prix est remis à Lille, en France.
- 2004 - Prix Artiste pour la paix.
- 2006 - National Aboriginal Achievement Award dans la catégorie Médias et des communications (à titre posthume).
- 2008 - La ville de Montréal nomme une rue Myra-Cree, dans l'arrondissement de Mercier.
- 2019 - La nouvelle bibliothèque d'Oka est nommée en son honneur[1].
- 2021 - Elle figure parmi les quinze femmes présentées dans le livre jeunesse 15 femmes qui ont fait l'histoire du Québec (Éditions Auzou).